# Burg Karlsmarkt
Die Burg Karlsmarkt (polnisch Zamek w Karłowicach) ist ein Burgensemble in Karłowice in der Gemeinde Popielów (Alt Poppelau) im Powiat Opolski in der Woiwodschaft Oppeln in Polen.

## Geschichte
Als Adliger erscheint 1344 ein Czambor de Kertzendorf, später nennt sich die Familie von Tschammer. Die Burg wurde um 1350 als Ritterresidenz auf einem trapezförmigen Grundriss erbaut, mit einem zylindrischen Turm zum Schutz von Westen her. An der östlichen Innenseite der Wehrmauer lehnt sich ein Wohnhaus an.
Ab 1440 waren die von Brees in Besitz der Burg. Im Jahre 1565 kaufte Herzog Georg II. von Brieg die Burg, und diese wurde herzogliche Jagdresidenz. Aus dem Besitz der Herzöge gelangte die Burg in kaiserliche Hand. Im Jahr 1715 wurde an der Nordseite des Hofes eine barocke Kapelle für die örtlichen Katholiken gebaut. Im achtzehnten und neunzehnten Jahrhundert wurden die südlichen und südwestlichen Gebäude errichtet.

## Heutiger Baubestand
An die West- und Südmauer der Umfassungsmauer sind jüngere Anbauten angefügt, doch der größte Teil der Umfassungsmauer und der Bergfried scheinen aus dem 14. Jahrhundert zu stammen. Der Bergfried ist ein Rundturm aus Ziegelmauerwerk.